# Diplectrona angusta
Diplectrona angusta là một loài Trichoptera trong họ Hydropsychidae. Chúng phân bố ở miền Australasia.